# Uitslagen van de Republikeinse presidentiële voorverkiezingen 2016
Dit artikel bevat de uitslagen van de Republikeinse Partij voor de voorverkiezingen voor de presidentiële nominatie van hun partij in 2016.

## Belangrijke data
| Datum                    | Gebeurtenis                       |
| ------------------------ | --------------------------------- |
| 1 februari - 7 juni 2016 | voorverkiezingen                  |
| 18 juli - 21 juli 2016   | Republikeinse Nationale Conventie |
| 8 november 2016          | presidentsverkiezing              |
| 20 januari 2017          | inauguratie                       |

## Voorverkiezingen

### Aanloop

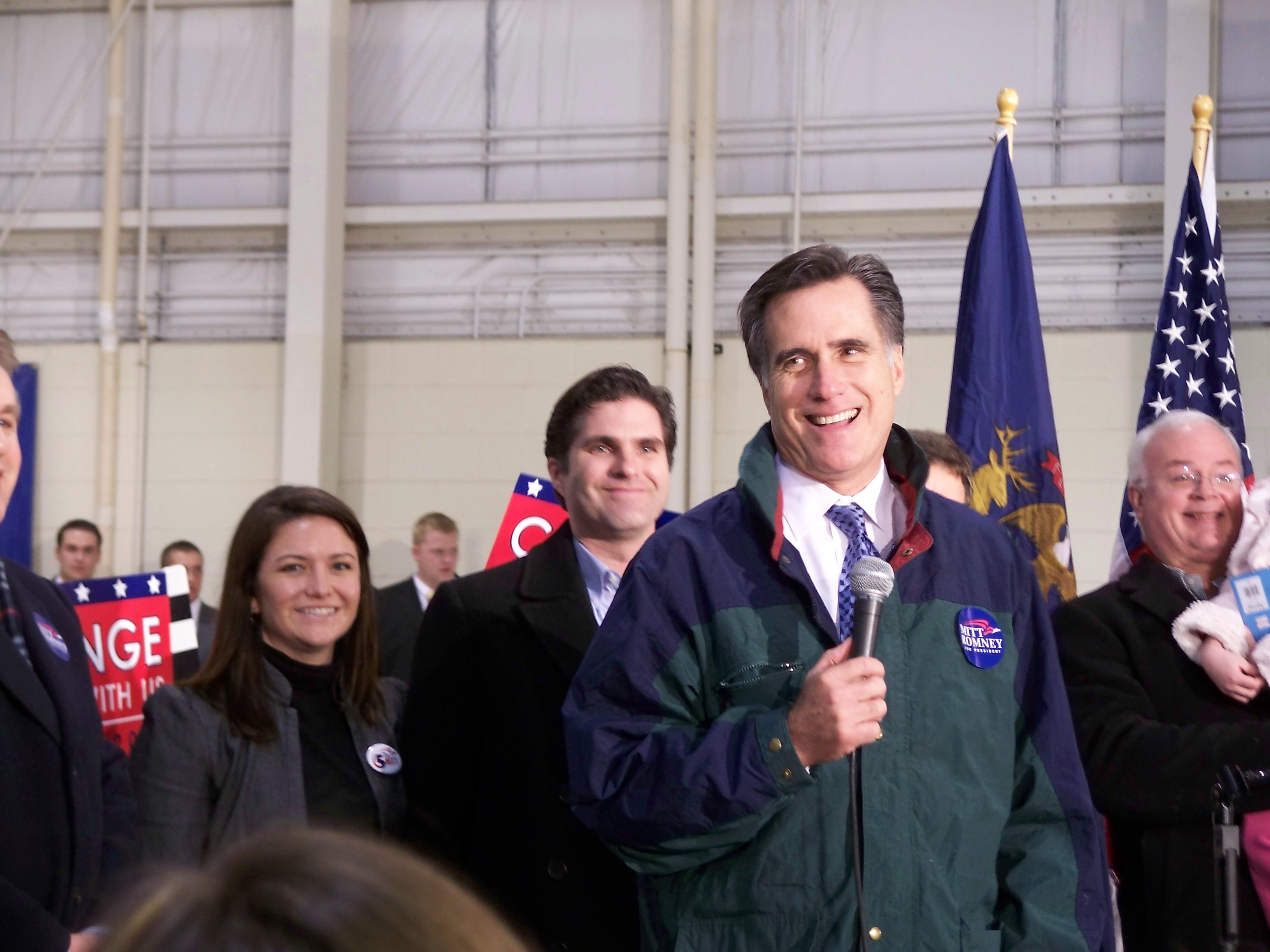
Mitt Romney op campagne in 2008.

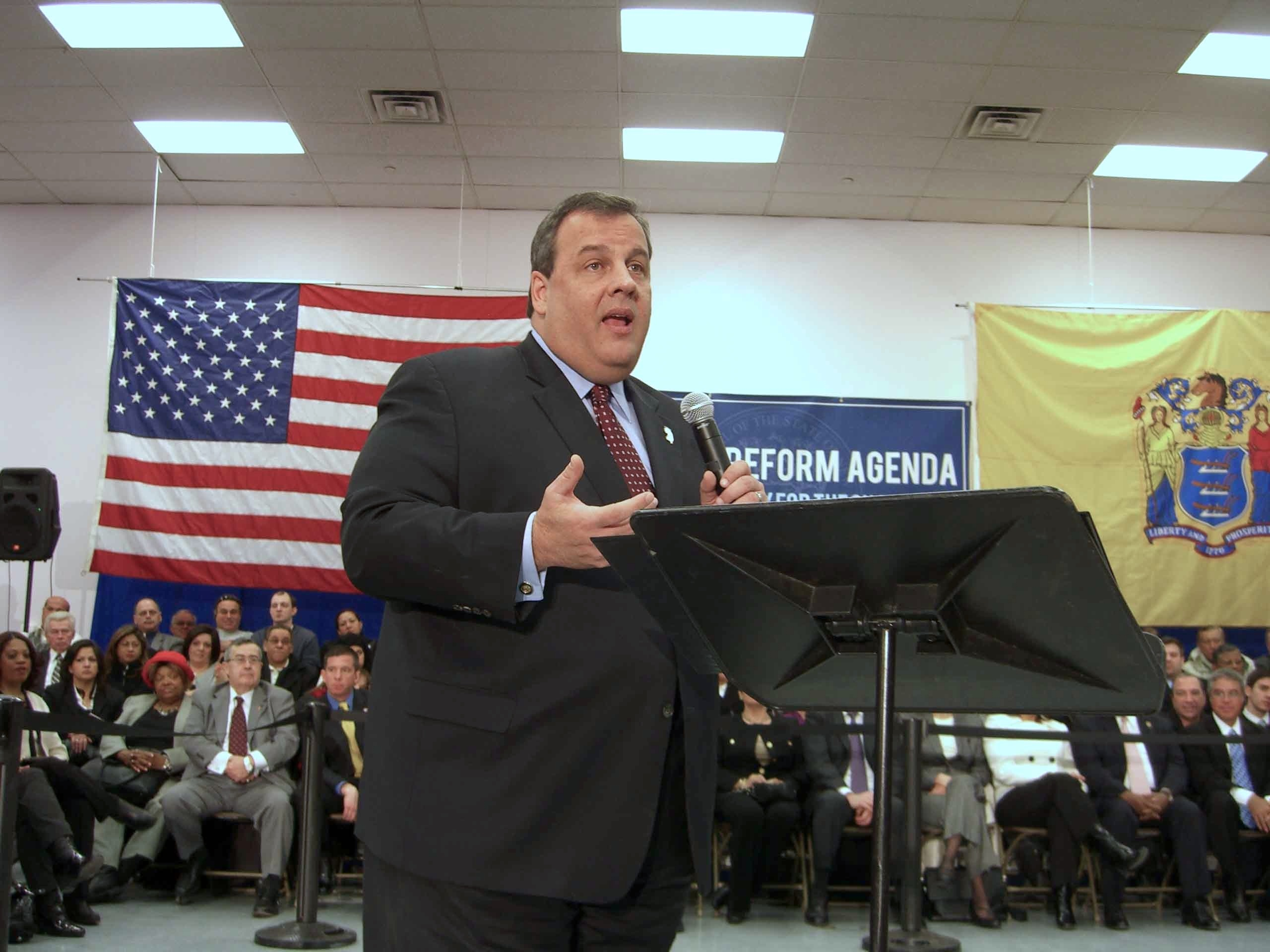
Chris Christie, aanvankelijk favoriet voor de nominatie, maar raakt als gevolg van wraakzuchtige handelingen van zijn ambtenaren kansloos.

Na de door Mitt Romney verloren presidentsverkiezingen van 2012 was er geen duidelijke frontrunner voor de Republikeinse kandidatuur voor de verkiezingen van 2016. Van eind 2012 tot halverwege 2013 ging Marco Rubio aan de leiding in de polls. Die positie werd overgenomen door Chris Christie. Zijn opvallende retorische stijl en het feit dat hij al enkele jaren gouverneur van New Jersey was, een overwegend Democratisch stemmende staat, spraken in zijn voordeel.
In januari 2014 werd Christie echter ernstig in verlegenheid gebracht, toen bekend werd dat door toedoen van medewerkers uit zijn staf in september 2013 de toegang tot de George Washington Bridge die het stadje Fort Lee verbindt met New York, ernstig was belemmerd door sluiting van twee van de drie rijstroken. Dagenlange gigantische files waren het resultaat. De medewerkers wilden met hun handelen wraak nemen op de burgemeester van Fort Lee die Christie niet had gesteund in zijn herverkiezingscampagne. Onderzoek kon niet aantonen dat Christie weet had van hun handelen, maar hij kelderde wel in de peilingen en herstelde daar niet meer van. Gedurende geheel 2014 wisselden verschillende (potentiële) presidentskandidaten, zoals de running mate van Romney voor het vicepresidentschap Paul Ryan, de gouverneur van Texas Rick Perry en de vroegere vroegere gouverneur van Arkansas Mike Huckabee, elkaar af in de leiding in de polls. Tegen het eind van 2014 nam Jeb Bush, de vroegere gouverneur van Florida en broer van oud-president George W. Bush, de leiding over.
Ted Cruz, senator namens de staat Texas, was in maart 2015 de eerste Republikein die zich officieel verkiesbaar stelde. In de maanden daarna volgden er nog 16. Daarmee werd dit het grootste deelnemersveld aan een Republikeinse voorverkiezingen voor het presidentschap ooit. Een vijftal kandidaten trok zich al terug voor de eerste voorverkiezingen in Iowa in januari 2015. Het ging het om de gouverneur van New York George Pataki, een senator uit South Carolina Lindsey Graham, de gouverneur van Louisiana Bobby Jindal, de gouverneur van Wisconsin Scott Walker en Rick Perry. Zij trokken zich allen terug vanwege een te lage ranking in de peilingen en meestal als gevolg daarvan te weinig financiële steun van donateurs, nodig voor een presidentiële campagne.
De zakenman Donald Trump stelde zich in juni 2015 kandidaat. In eerste instantie werd hij gezien als een interessante outsider, maar met een kleine kans op de winst. Met zijn grof taalgebruik viel hij meteen op. Zo zei hij over buurland Mexico: "Ze sturen de mensen met veel problemen. Ze brengen drugs, ze brengen criminaliteit. Het zijn verkrachters". De Republikeinse presidentskandidaat van 2008 John McCain verdiende ook niet het respect van Trump. McCain werd vrij algemeen beschouwd als een oorlogsheld omdat hij tijdens de Vietnamoorlog vijf jaar in krijgsgevangenschap had doorgebracht. Trump stelde echter dat "hij geen oorlogsheld is. Hij was een oorlogsheld omdat hij gevangen werd genomen. Ik houd van mensen die niet gevangen werden genomen". Halverwege juli 2015 nam Trump de leiding van Bush over in de opiniepeilingen.
In navolging van Trump deden ook twee andere outsiders het goed, namelijk de arts Ben Carson en Carly Fiorina, de oud-CEO van Hewlett-Packard. Fiorina steeg naar het tweede landelijke debat naar een derde plek in de polls, maar wist van dit momentum geen gebruik te maken en zakte later weer terug. Carson ging in november zelfs korte tijd aan de leiding in de peilingen, maar had een grote terugval toen bleek dat hij gelogen had over zijn opleiding. Carson had namelijk beweerd dat hij aan prestigieuze militaire academie van West Point had gestudeerd en dat bleek niet waar te zijn. In de Republikeinse voorverkiezingen speelde hij vervolgens een marginale rol.

### Eerste voorverkiezingen: Iowa, New Hampshire, South Carolina en Nevada

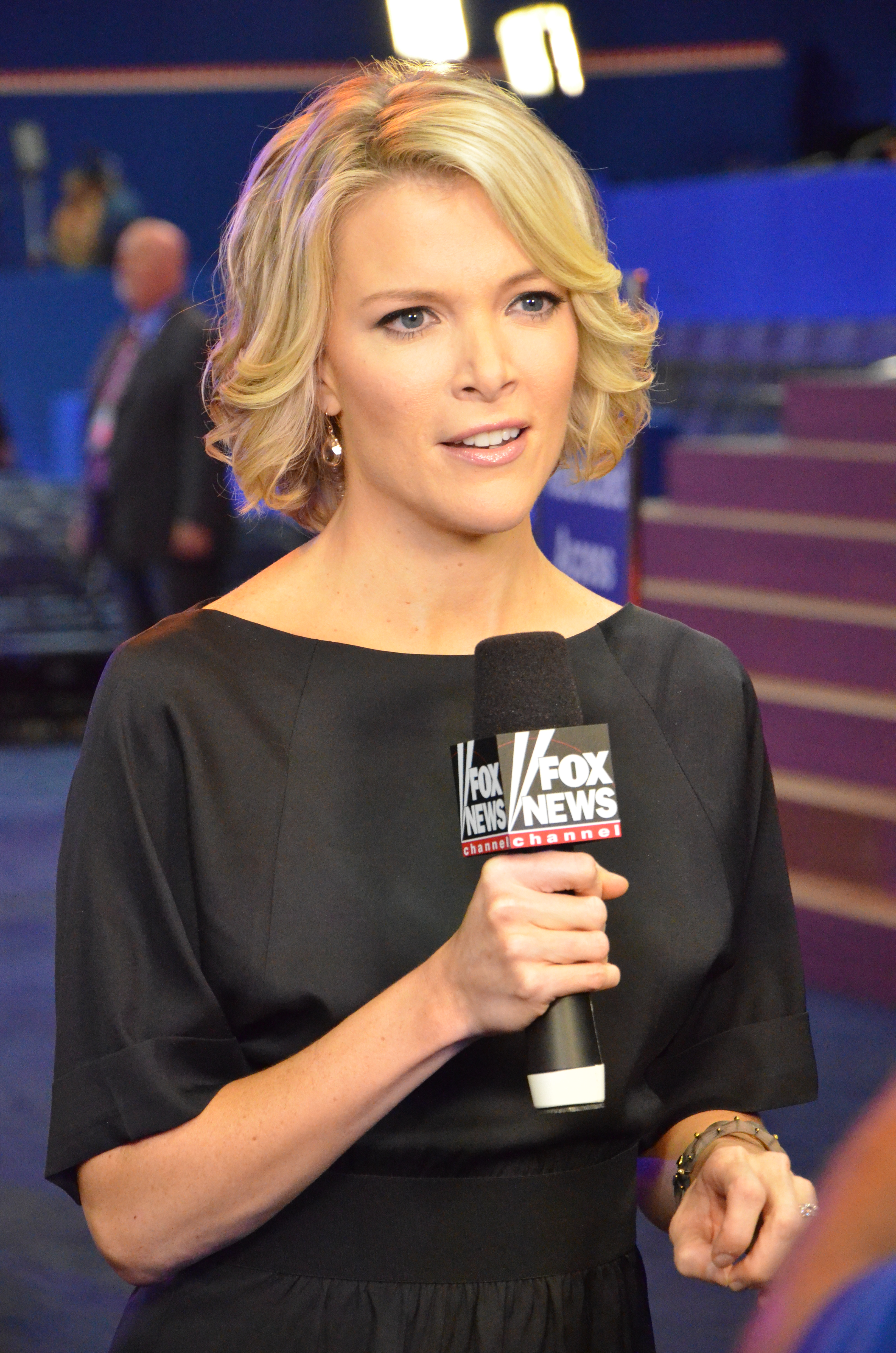
Fox-journalist Megyn Kelly. Volgens Donald Trump een "bimbo"

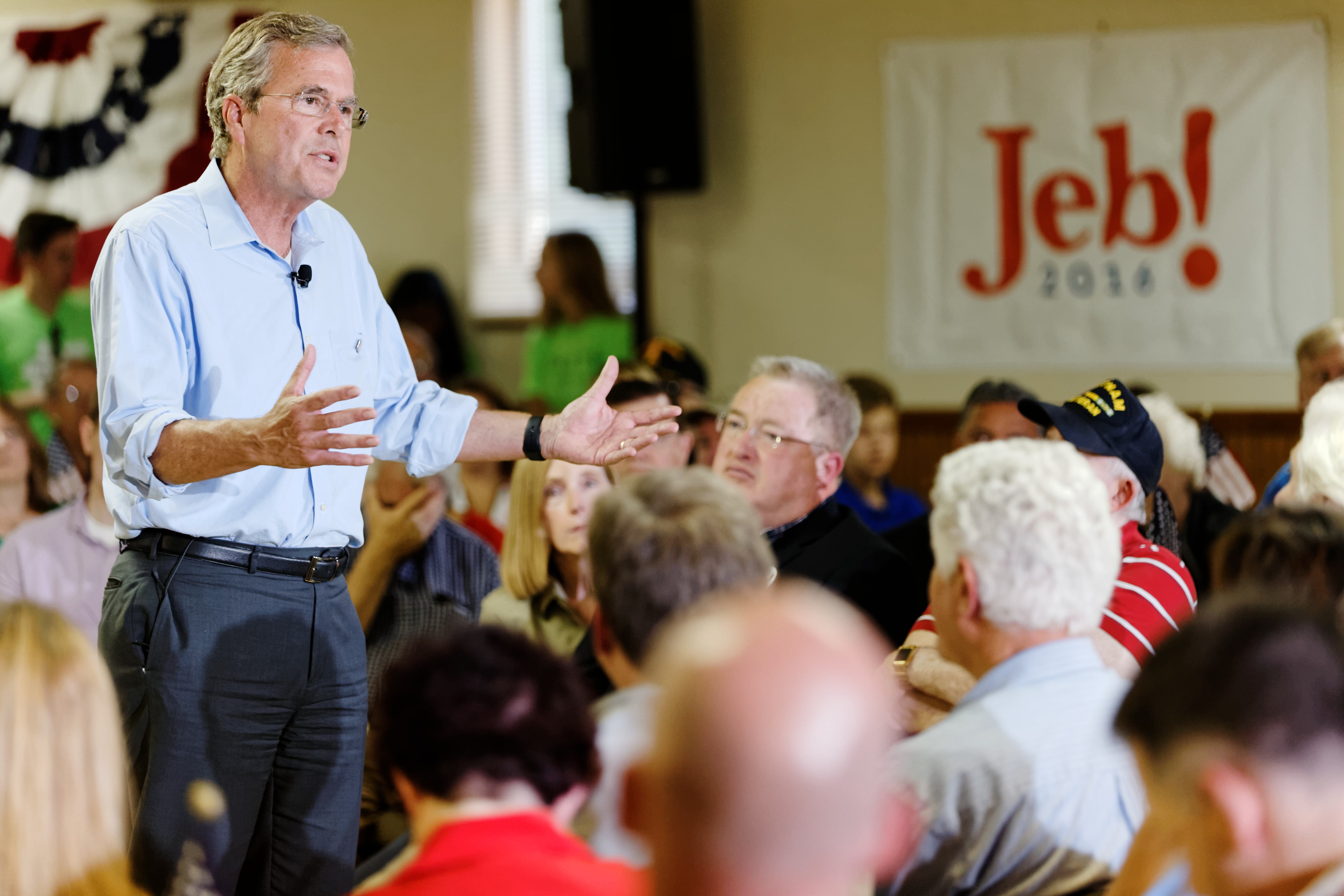
Jeb Bush op campagne. Een veel herhaald fragment op televisie was het moment waarop Bush zijn toehoorders vroeg toch alsjeblieft te klappen

Aan het einde van 2015 ging Trump duidelijk aan kop. Naast de twee andere outsiders deden ook Bush, Rubio en Cruz het redelijk in de peilingen. Bij het laatste televisiedebat voor de voorverkiezingen in Iowa ontbrak Trump. Hij had namelijk een conflict met Megyn Kelly, een journaliste van Fox News die het debat organiseerde. Op basis van eerder tv-debat vond hij dat ze partijdig was. Zij confronteerde Trump toen met zijn weinig vleiende opmerkingen uit het verleden over vrouwen. Zo noemde Trump actrice Rosie O'Donnell ooit een 'vet varken'. Andere vrouwen waren in zijn ogen 'slonzen'. Trump stelde later dat Kelly een "bimbo" was. Volgens hem kwam er "bloed uit haar ogen en uit haar weet ik veel wat".
Trump opende de aanval op de conservatieve senator door zich af te vragen of de in Canada geboren Cruz wel gerechtigd was mee te doen aan de presidentsverkiezingen. Cruz won uiteindelijk in Iowa, met een kleine voorsprong op Trump en Rubio. Drie kandidaten trokken zich terug, namelijk Rand Paul, Huckabee en Rick Santorum. Huckabee en Santorum hadden in respectievelijk 2008 en 2012 de voorverkiezingen in deze staat nog gewonnen. Rubio leek de meest waarschijnlijke kandidaat die door het partijestablishment gesteund zou gaan worden, althans zo deed de media het voorkomen. Een slecht optreden in een debat begin februari waarbij hij vier keer de presentator letterlijk herhaalde luidde het begin van het einde van diens campagne in.
Trump won de voorverkiezingen van New Hampshire met 35 procent van de stemmen en sloeg daarmee een groot gat met zijn opponenten. De gouverneur van Ohio John Kasich had al zijn kaarten op New Hampshire gezet door daar heel actief campagne te voeren. Hij eindigde verrassend als tweede, net voor Cruz. Rubio eindigde als vijfde. Fiorina was zowel in Iowa als in New Hampshire als zevende geëindigd en staakte haar campagne. Datzelfde deed Christie, die ook al zijn geld op New Hampshire had ingezet, en Jim Gilmore, de gouverneur van Virginia.
Rubio ging als favoriet de voorverkiezingen van South Carolina in, mede door de steunbetuiging van gouverneur Nikki Haley. Dat bleek  niet genoeg, want Trump won wederom met een groot verschil. In de dagen voor de verkiezingen had oud-president George W. Bush nog campagne gevoerd in South Carolina voor zijn broer Jeb, maar met weinig resultaat. Jeb besloot zich terug te trekken. De voorverkiezingen drie dagen later in Nevada werden opnieuw gewonnen door Trump, nu met 46 procent van de kiezers achter zich.

### Super Tuesday
Op Super Tuesday –  1 maart 2016 – viel bijna de helft van het aantal gedelegeerden nodig voor de Republikeinse nominatie te behalen. Zowel Rubio als Cruz richten hun pijlen op frontrunner Trump in een debat in Houston, Texas in de laatste paar dagen voor de verkiezingen. Trump won in Alabama, Arkansas, Georgia, Massachusetts, Tennessee, Vermont en Virginia, terwijl Cruz in zijn thuisstaat (Texas) won en in Oklahoma. Rubio sleepte met de winst in Minnesota zijn eerste staat binnen. Kasich won nergens, maar eindigde sterk als tweede in Virginia en won bijna in Vermont. Carson won nergens en trok zich een aantal dagen later terug.
Nu de kans toenam dat Trump de Republikeinse nominatie zou binnenslepen nam de druk toe van het partijestablishment op Mitt Romney en Paul Ryan, de voorzitter van het Huis van Afgevaardigden om zich in de verkiezingsstrijd te mengen, maar beiden hielden de boot af. Op 5 maart won Cruz de voorverkiezingen in Maine en Kansas, terwijl Trump in Kentucky en Louisiana won. Drie dagen later won Trump in Michigan, Mississippi en Hawaï. Cruz won in Idaho.

### Nog een Super Tuesday: Florida en Ohio

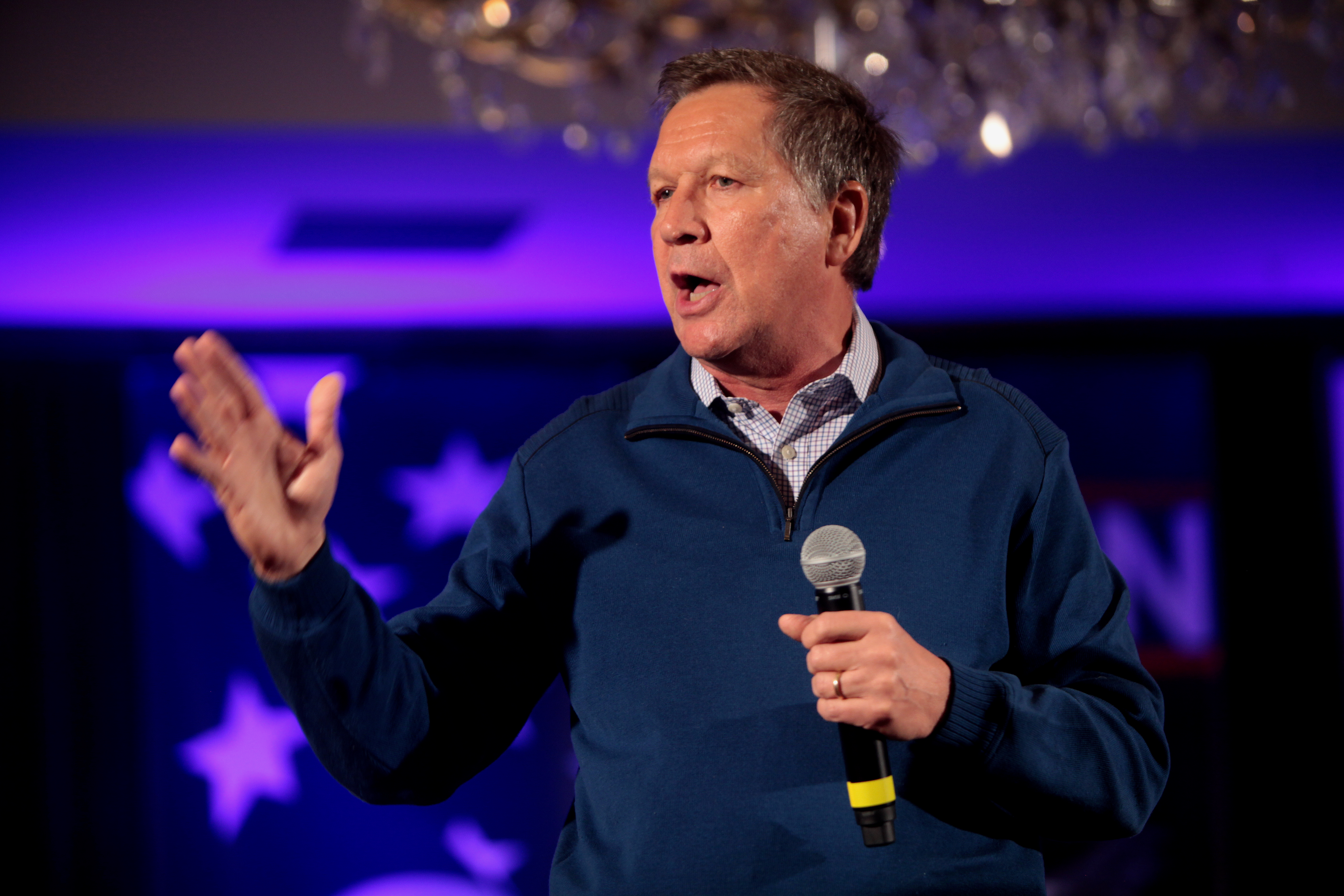
John Kasich wint in zijn thuisstaat Ohio, maar weet verder geen potten te breken

Op 15 maart was een belangrijke dag, omdat er weer een groot aantal gedelegeerden te behalen viel. Rubio wilde er alles aan doen om te voorkomen dat Trump gekozen werd en riep zijn supporters in Ohio om op de gouverneur van de staat John Kasich te stemmen. Andersom verwachtte hij van Kasich hetzelfde, namelijk dat hij zijn achterban zou oproepen om in Florida op Rubio te stemmen, maar dat gebeurde niet. Volgens een woordvoerder van Kasich zou hij toch wel gaan winnen in Ohio en zou Rubio toch verliezen in zijn thuisstaat. Dat gebeurde inderdaad en Rubio staakte zijn campagne. Trump won in Florida, en in Illinois, North Carolina en Missouri.

### Trump sleept de winst binnen

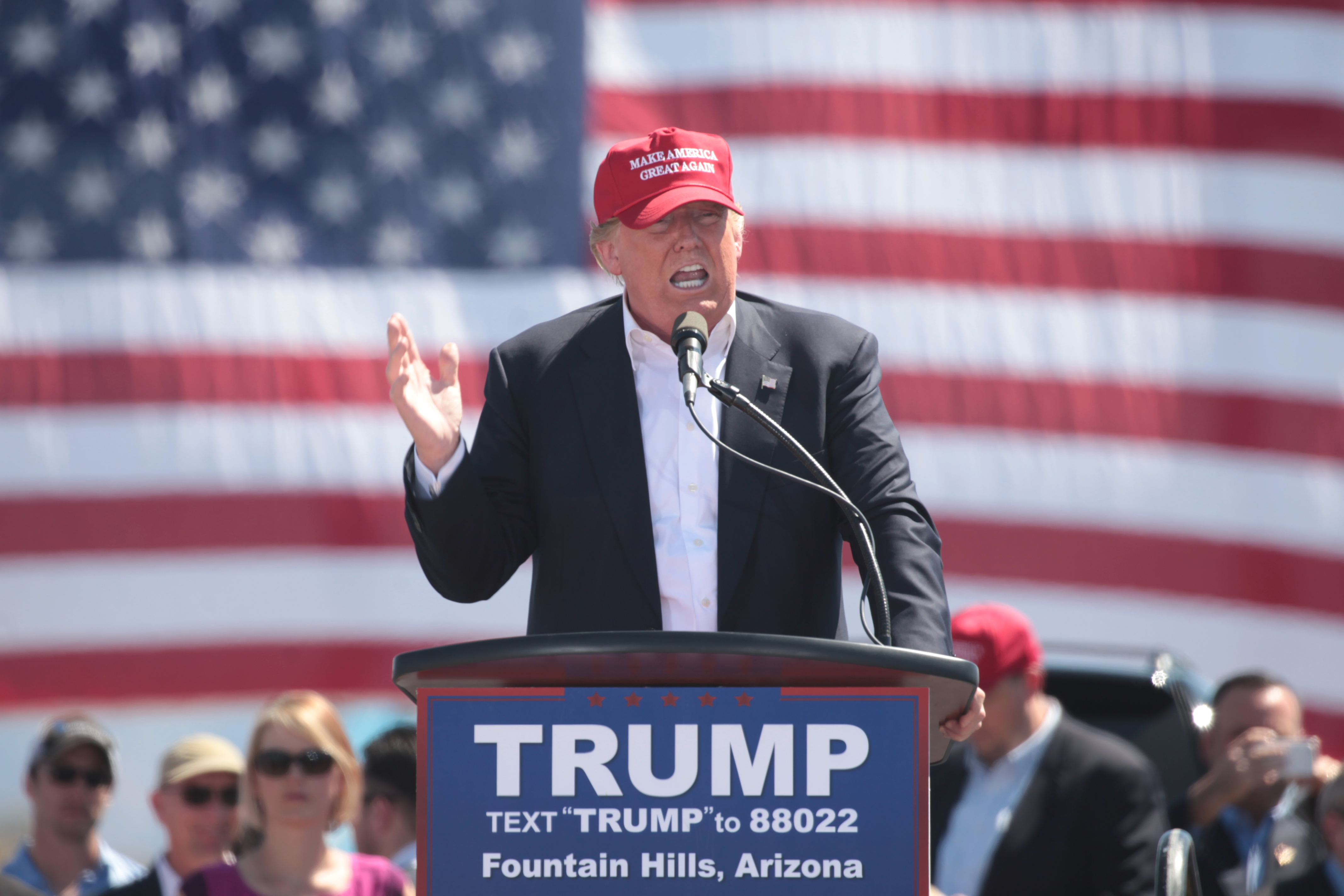
Donald Trump op campagne in Arizona

Tussen 22 maart en 19 april vonden er verkiezingen plaats in zeven staten en één territorium. Trump won in Arizona en in zijn thuisstaat New York, de staten waar de meeste gedelegeerden op het spel stonden. Cruz behaalde de meeste gedelegeerden in Utah, Wisconsin, Colorado en Wyoming, maar liep veel te ver achter om nog een serieuze bedreiging voor de vastgoedmagnaat te vormen.
In vijf noordoostelijke staten, te weten Connecticut, Delaware, Maryland, Pennsylvania en Rhode Island vonden de voorverkiezingen plaats op 26 april. Trump won in al deze staten, met een groot verschil ten opzichte van Kasich en Cruz.
Cruz en Kasich bleven in de race, hoewel ze kansloos leken. Hun enige hoop was dat Trump niet de absolute meerderheid van de gedelegeerden achter zich kreeg. Na de eerste stemmingsronde op de Republikeinse Conventie zouden de gebonden gedelegeerden in de tweede ronde zelf mogen bepalen naar wie hun stem zou uitgaan. Zowel Cruz als Kasich hoopten dan een kans te maken. Trump won echter ook de voorverkiezingen in Indiana en overschreed daarmee de magische grens van de benodigde 1237 gedelegeerden.
Steeds meer Republikein leiders schaarden zich in deze periode achter hem, hoewel zowel de Republikeinse genomineerden van 2008 John McCain als van 2012 Mitt Romney weigerden hun steun uit te spreken. Datzelfde gold voor de twee nog levende Republikeinse oud-presidenten vader en zoon Bush. Paul Ryan wachtte lang met het uitspreken van zijn steun, maar ging uiteindelijk overstag.
De voorverkiezingen in de staten die volgden waren slechts een formaliteit en werden allemaal gewonnen door Trump.

## Belangrijkste kandidaten
| Kandidaat                     | Kandidaat                     | Kandidaat                     | Belangrijkste functie                                                               | Campaign Withdrawal date        | Gedelegeerden | Totaal aantal stemmen | Gewonnen staten/territoria |
| ----------------------------- | ----------------------------- | ----------------------------- | ----------------------------------------------------------------------------------- | ------------------------------- | ------------- | --------------------- | --- |
| Donald Trump                  |                               |                               | Voorzitter van The Trump Organization (1971-heden)                                  | Verzekerd van nominatie: 26 mei | 1,725         | 14.009.098 (44,96%)   | 41 AL, AR, AS, AZ, CA, CT, DE, FL, GA, GU, HI, IL, IN, KY, LA, MA, MD, MI, MO, MP, MS, MT, NC, ND, NE, NH, NV, NJ, NM, NY, OR, PA, RI, SC, SD, TN, VA, VI, VT, WA, WV |
| Ted Cruz                      |                               |                               | Senator voor Texas (2013-heden)                                                     | Teruggetrokken: 3 mei           | 484           | 7.810.477 (25,07%)    | 11 AK, CO, IA, ID, KS, ME, OK, TX, UT, WI, WY |
| John Kasich                   |                               |                               | 69e gouverneur van Ohio (2011-heden)                                                | Teruggetrokken: 4 mei           | 125           | 4.287.325 (13,76%)    | 1 OH |
| Marco Rubio                   |                               |                               | Senator voor Florida (2011-heden)                                                   | Teruggetrokken: 15 maart        | 123           | 3,513,879             | 3 DC, MN, PR |
| Ben Carson                    |                               |                               | Directeur van de afdeling Neurochirurgie van het Johns Hopkins Hospital (1984–2013) | Teruggetrokken: 4 maart         | 7             | 857,023 (2,75%)       | — |
| Jeb Bush                      |                               |                               | 43e gouverneur van Florida (1999-2007)                                              | Teruggetrokken: 20 februari     | 3             | 286.634 (0,92%)       | — |
| Rand Paul                     |                               |                               | Senator voor Kentucky (2011-heden)                                                  | Teruggetrokken: 3 februari      | 2             | 66.790 (0,21%)        | — |
| Mike Huckabee                 |                               |                               | 44e gouverneur van Arkansas (1996-2007)                                             | Teruggetrokken: 1 februari      | -             | 51.441 (0,17%)        | — |
| Carly Fiorina                 |                               |                               | CEO van Hewlett-Packard (1999-2005)                                                 | Teruggetrokken: 10 februari     | -             | 40.578 (0,13%)        | — |
| Chris Christie                |                               |                               | 55e gouverneur van New Jersey (2010-heden)                                          | Teruggetrokken: 10 februari     | —             | 57.636 (0,18%)        | — |
| Rick Santorum                 |                               |                               | Senator voor Pennsylvania (1995-2007)                                               | Teruggetrokken: 3 februari      | —             | 16.625 (0,05%)        | — |
| Jim Gilmore                   |                               |                               | 68e gouverneur van Virginia (1998-2002)                                             | Teruggetrokken: 12 februari     | —             | 18.364 (0,06%)        | — |
| Overige kandidaten            | Overige kandidaten            | Overige kandidaten            | Overige kandidaten                                                                  | Overige kandidaten              | —             | 73.795 (0,24%)        | — |
| Niet toegewezen gedelegeerden | Niet toegewezen gedelegeerden | Niet toegewezen gedelegeerden | Niet toegewezen gedelegeerden                                                       | Niet toegewezen gedelegeerden   | 3             | 70.438 (0,23%)        | — |
| Total                         | Total                         | Total                         | Total                                                                               | Total                           | 2472          | 31.160.103 (100,00%)  | 56 |